# Justinas Algimantas Palaima
Justinas Algimantas Palaima (* 4. März 1934 in Užupės, Rajongemeinde Jonava; † 30. Oktober 2012 in Kaunas) war ein litauischer Ingenieur und Prorektor.

## Leben
Nach dem Abitur 1954 an der Mittelschule Jonava absolvierte Palaima 1959 mit Auszeichnung ein Studium am Politechnikos institutas in Kaunas und lehrte dort danach. Von 1962 bis 1964 studierte er in der Aspirantur und 1967 promovierte er im Bereich der Textiltechnologie. Von 1959 bis 1961 war er Assistent, von 1965 bis 1968 Oberhochschullehrer, von 1969 bis 1989 Dozent und von 1990 bis 2001 Professor der KTU.